# ニューモノウルトラマイクロスコーピックシリコヴォルケーノコニオシス
ニューモノウルトラマイクロスコーピックシリコヴォルケーノコニオシス (Pneumonoultramicroscopicsilicovolcanoconiosis ([ˌnjuːmənoʊˌʌltrəˌmaɪkrəˈskɒpɪkˌsɪlɪkoʊvɒlˌkeɪnoʊˌkoʊniˈoʊsɪs] ( 音声ファイル))）とは、超微視的珪質火山塵肺疾患（非常に微視的な珪質の火山塵を吸い込むことによって引き起こされる肺の病気）を意味する英語の語である。
「珪性肺塵症」とも訳される。

## 解説
実際は医学用語ではなく、アメリカのパズル愛好家組織、National Puzzlers' League の会長だったエヴェレット・スミスが 1935年に造語したとされる。
ラテン文字 45 字で書かれるこの言葉は、一般的な英語辞書に記載されている中では最も長い実用的な語とされている。また、複数形については語尾の i が e に変わり、 pneumonoultramicroscopicsilicovolcanoconioses となる。
この語は 1936年にオックスフォード英語辞典に最初に記載され、続いてウェブスター辞典、ランダムハウス英語辞典などに記載された。この病気を表す実際の術語は pneumoconiosis （塵肺）あるいは silicosis （珪肺）である。

## 語源
- pneumono - 肺（古代ギリシア語が元となったラテン語より）
- ultra - 超（ラテン語より）
- microscopic - 微視的・顕微鏡（古英語、またはラテン語の mikron （小さい）と skopos （視界）より）
- silico - ケイ素（ラテン語より）
- volcano - 火山（ラテン語より）
- coni - 塵（ギリシア語の konis より）
- osis - 病気・症状（ギリシア語より）